# Gejza Valent
Gejza Valent (3. října 1953, Praha – 6. října 2024) byl československý atlet, mnohonásobný československý reprezentant v hodu diskem. Osobní rekord hodil 69,70 metru.
Gejza Valent reprezentoval v 25 mezistátních utkáních (1980–1991). Stal se mistrem ČR v letech 1981, 1987 a 1991. I po skončení aktivní kariéry se Gejza udržuje v dobré formě. Stal se trojnásobným veteránským mistrem Evropy a jednou veteránským mistrem světa. V roce 2009 bodoval v I. národní lize za AK Olomouc.

## Úspěchy

### Olympijské hry
- LOH 1988, Soul – 6. místo (65,80)

### Mistrovství světa
- MS 1983, Helsinky – 3. místo (66,08)
- MS 1987, Řím – 9. místo (61,98)

### Mistrovství Evropy
- ME 1986, Atény – 6. místo (61,98)
- ME 1986, Stuttgart – 5. místo (65,00)
- ME 1990, Split – 9. místo (60,30)